# Nils Skoglund
Nils Skoglund (ur. 15 sierpnia 1906 w Sztokholmie, zm. 1 stycznia 1980 tamże) – szwedzki skoczek do wody, wicemistrz olimpijski z 1920.
Na igrzyskach olimpijskich w 1920 w Antwerpii wystąpił w konkurencji skoków prostych z wieży, w której zdobył srebrny medal. Całe podium został wówczas zajęte przez reprezentantów Szwecji, ponieważ złoty medal zdobył Arvid Wallman, a brązowy John Jansson. Skoglund miał w chwili zdobycia medalu 14 lat i 11 dni, co czyni go najmłodszym do tej pory medalistą olimpijskim w skokach do wody.
Miał starszego brata, Gunnara, aktora, reżysera, montażystę i scenarzystę.